# روپسیسه
روپسیسه (به لاتین: Ropczyce) یک منطقهٔ مسکونی در لهستان است که در گمینا روپچتسه واقع شده‌است. روپسیسه ۴۷٫۰۳ کیلومتر مربع مساحت و ۲۶٬۰۵۹ نفر جمعیت دارد.

## خواهرخوانده
شهر اوکسنفورت خواهرخواندهٔ روپسیسه هست.